# Stefan Antonijević
Stefan Antonijević (Buffalo Grove, Estados Unidos, 24 de enero de 1989) es un futbolista estadounidense. Juega de defensor y su equipo actual es el Lillestrøm SK de la Primera División de Noruega.

## Clubes
| Club                     | País           | Año           | PJ | Goles |
| ------------------------ | -------------- | ------------- | -- | ----- |
| Fort Lauderdale Strikers | Estados Unidos | 2013-2014     | 39 | 0     |
| Tampa Bay                | Estados Unidos | 2015-2016     | 33 | 1     |
| Lillestrøm SK            | Noruega        | 2017-presente | 9  | 0     |